# Eumarozia beckeri
Eumarozia beckeri är en fjärilsart som beskrevs av Clarke 1973. Eumarozia beckeri ingår i släktet Eumarozia och familjen vecklare. Inga underarter finns listade i Catalogue of Life.